# دونالد ألاستير كاميرون
دونالد ألاستير كاميرون هو دبلوماسي وسياسي أسترالي، ولد في 17 مارس 1900 في إبسوتش في أستراليا، وتوفي في 5 يناير 1974 في Chermside, Queensland ‏ في أستراليا. نشط حزبياً في الحزب الليبرالي الأسترالي.

## مناصب
- انتخب عضو مجلس النواب الأسترالي ‏ عن دائرة أوكسلي [الإنجليزية]‏ (10 ديسمبر 1949 – 9 ديسمبر 1961).
- انتخب مندوب سامي.
- انتخب وزير الصناعة والابتكار [الإنجليزية]‏.
- انتخب وزير الصحة [الإنجليزية]‏.